# Гонконг (остров)
Гонко́нг (кит. трад. 香港島, упр. 香港岛, пиньинь xiāng gǎng dǎo, палл. Сянгандао) — остров в южной части специального административного района Гонконг, Китай. На 2006 год численность его населения составляла 1 268 112 человек, плотность — 15 773 чел./км². В период оккупации острова Великобританией в течение Первой опиумной войны в 1842 году население острова составляло 3000 жителей, рассеянных по десятку рыбацких деревушек. Вскоре британскими войсками на острове был основан город Виктория в честь королевы Виктории. Центральный район острова Гонконг («Central») является историческим, политическим и экономическим центром Гонконга. Северный берег острова формирует южное побережье залива Виктория. Исторически развитие Гонконга связано с тем, что глубокие воды залива благоприятствовали большим торговым судам.
Остров имеет множество достопримечательностей, таких как пик Виктория, Океанский парк, множество исторических достопримечательностей и крупные торговые центры. Окрестные горы пользуются популярностью у любителей пешеходного туризма. Северная часть острова вместе с Коулуном формируют главную городскую зону Гонконга. Их совместная площадь составляет примерно 88,3 км², а их население — 3 156 500 человек, что соответствует плотности населения 35 700 чел./км².

## География
Остров Гонконг является вторым по величине островом Гонконга (крупнейшим является остров Лантау). Площадь острова — 80,4 км², включая 6,98 км² присоединённый в 1887 году и меньшие территории, присоединённые в 1851 году. Это составляет около 7 % от общей территории острова. Остров отделён от материка (полуострова Коулун и Новых Территорий) бухтой Виктория.

## История
Остров был заселён ещё 6000 лет назад, что показали археологические находки, относящиеся к этой эпохе.
Впервые остров Гонконг был оккупирован 20 января 1841 года капитаном Чарльзом Эллиотом Королевского военно-морского флота Великобритании.
Нанкинский договор 1842 года официально закрепил право на остров за Великобританией.
Вторая мировая война была тёмным временем для Гонконга. Британцы, канадцы, индийцы и гонконгские добровольческие силы противостояли японскому вторжению под командованием Такаси Сакаи, которое началось 8 декабря 1941 года, через восемь часов после атаки на Пёрл-Харбор. Тем не менее японцы смогли установить контроль над небом в первый же день, численно превосходя обороняющиеся силы. Британцы и индийцы отступили за Коулун под плотным огнём с воздуха и артиллерийским огнём. Ожесточённые бои на острове продолжались уже между канадскими и японскими войсками. Виннипегские гренадеры сражались в критической точке ущелья Вонг Най Чонг и завладели проходом между Сентралом и изолированными южными частями острова. Тем не менее их удачи продолжались недолго.
Гонконг пал 25 декабря 1941 года, впоследствии этот день стали называть «Чёрное Рождество». Губернатор Гонконга, Марк Янг, сдался лично во временном японском штабе, на третьем этаже отеля Peninsula. Рэнсукэ Исогаи стал первым японским губернатором Гонконга. Вскоре последовала гиперинфляция и нормирование продовольствия, японское правительство объявило гонконгские доллары вне закона. В первые несколько дней после капитуляции Гонконга было изнасиловано более 10 000 женщин, было казнено множество подозреваемых в диссидентстве. Японское правительство сократило ежедневный рацион граждан острова для сохранения еды для солдат. Множество людей были насильно переселены на материк в районы, страдавшие от голода и болезней. Когда Япония капитулировала США 14 августа 1945 года, население Гонконга сократилось до 600 000 человек, что составляло менее половины довоенного населения в 1,6 миллиона.

## Административное деление
Округа, расположенные на острове:
- Центральный и Западный округ
- Восточный округ
- Южный округ с Абердином
- Ваньчай

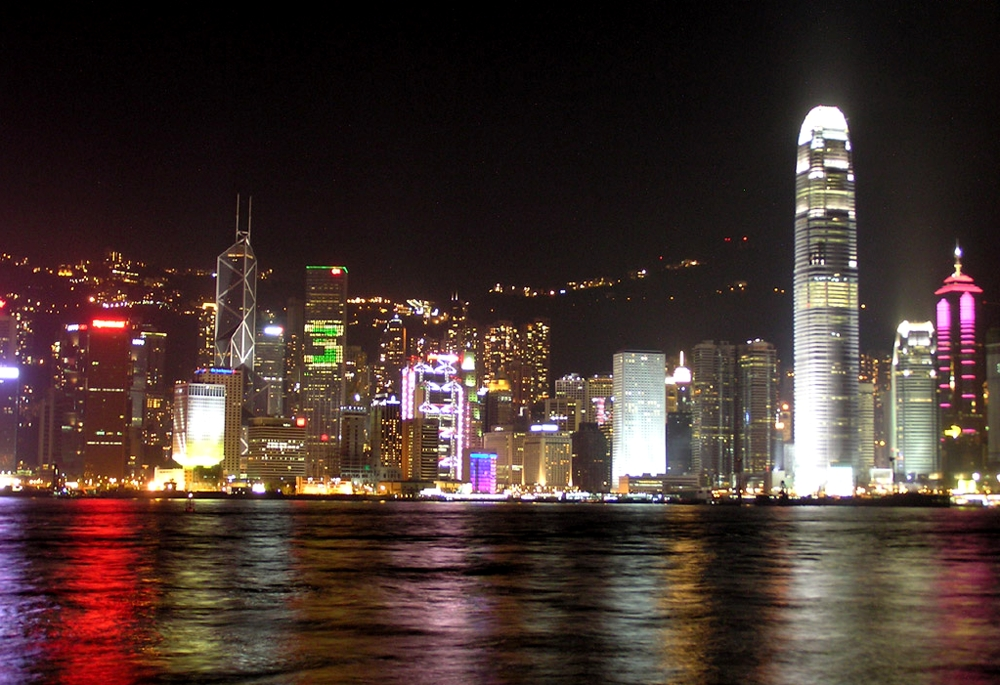
Ночной вид острова, как видно со стороны Коулуна — противоположной стороны бухты Виктория

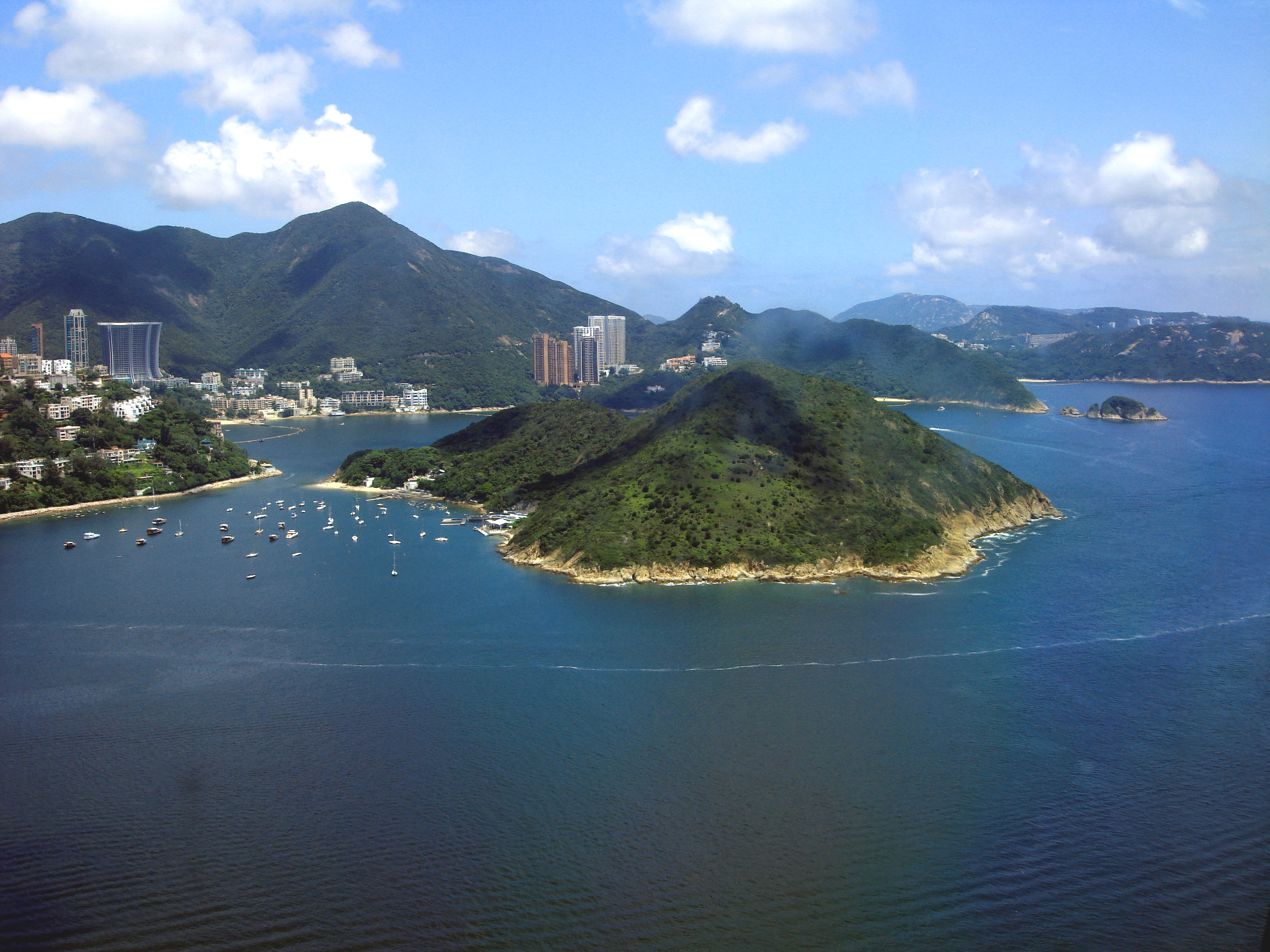
Вид Среднего острова на переднем плане и Бухты Отпора на заднем плане из вагона канатной дороги в Океанском парке

Примечание: Остров Гонконг не является частью района Айлендс.

## Демография
На 2000 год население (популяция) острова составляла 1 367 900 человек, что составляется 19 % от населения Гонконга. Плотность населения на острове выше чем во всём Гонконге и составляет около 18 000 человек на квадратный километр. Цифра плотности населения острова целиком может ввести в заблуждение, так как остров населён неравномерно. Суммарное население наиболее плотнонаселённых районов, таких как Центральный и Западный округ, Ваньчай и Восточный округ составляет 1 085 500 человек, это значит что плотность населения урбанизированных частей острова приближается к 26 000 человек на км². Площадь этих частей острова составляет около 41,3 км². Вместе с Коулуном, такие урбанизированные районы содержат 47 % всего населения.

## Транспорт

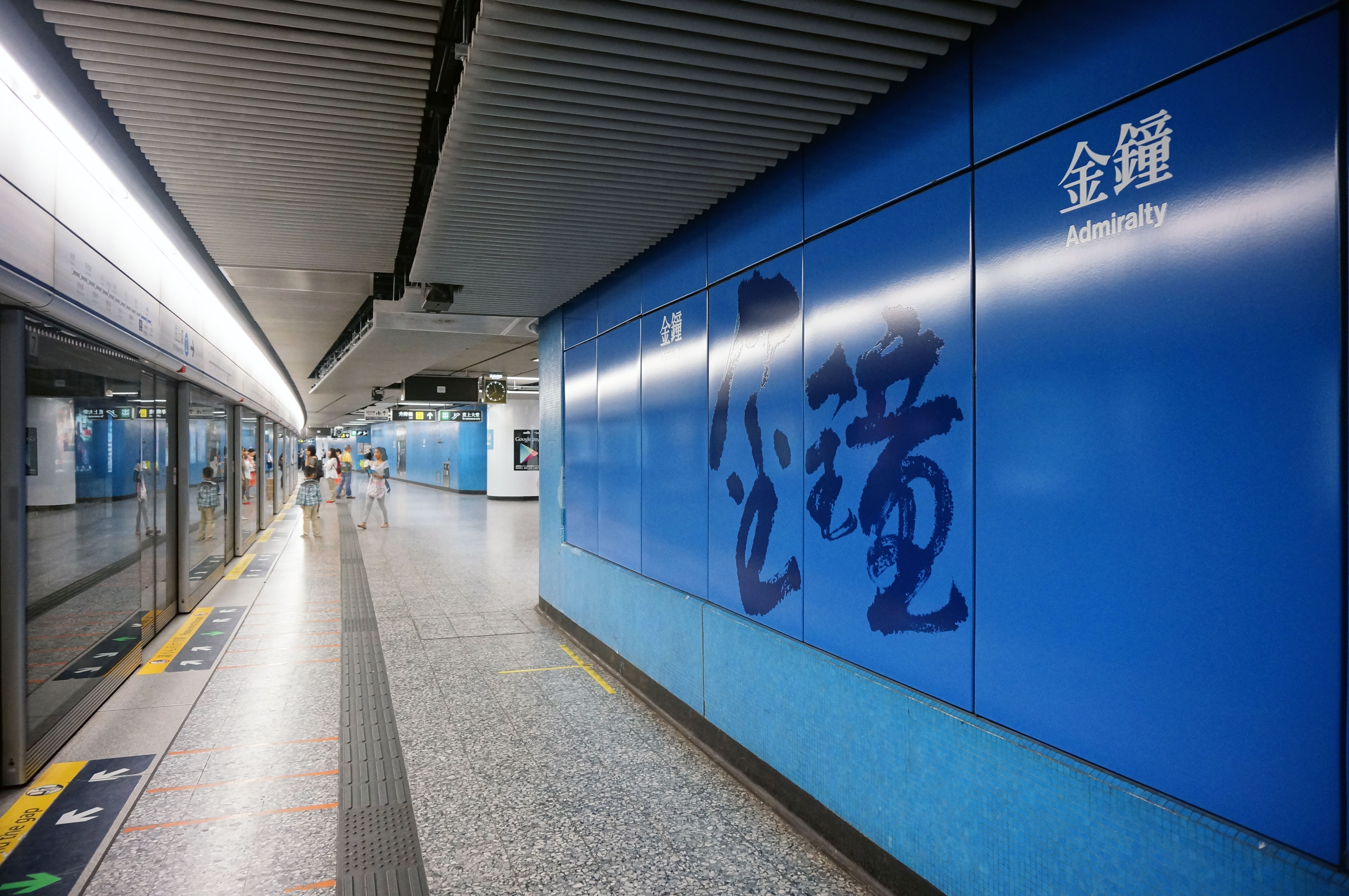
Адмиралтейская станция гонконгского метрополитена

Островная ветка (линия Айленд) гонконгского метрополитена (MTR) проходит только по острову, с запада на восток, вдоль северной береговой линии острова. С 2015 года островная линия метро была расширена на западный округ, прибавив три новые станции с конечной станцией Кеннеди Таун.
Гонконгский трамвай и Пик трамвай ходят исключительно по острову, от Кеннеди Тауна до Шау Кей Вана, с линиями от Козуэй-Бей до Хэппи Валли и от Сентрал дистрикт до Пика Виктория.
Остров Гонконг соединён с полуостровом Коулун двумя автомобильными тоннелями (тоннель Cross-Harbour и тоннель Western Harbour), двумя железнодорожными тоннелями MTR (линии Чюн Ван и Дунг Чунг) и одним автомобильно-железнодорожным тоннелем (тоннель Eastern Harbour, линия Дзёнг Гуан Оу). Планируется четвёртый железнодорожный тоннель для решения проблемы перегруженности линий в часы-пик. Мостов между островом и материком нет.